# テラ・レイ

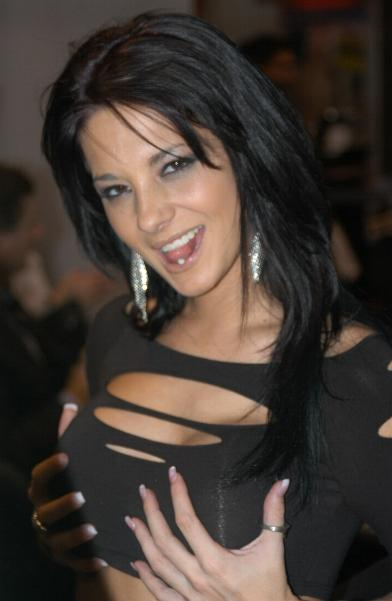
テラ・レイ

テラ・レイ（Tera Wray、 1982年4月14日 - 2016年1月13日 ）は、アメリカ合衆国のポルノ女優。ケンタッキー州出身。夫はインダストリアル・メタルバンドのギタリスト兼ボーカリストのウェイン・スタティック。

## 経歴
2016年1月13日に自殺した。
(1982-2016) 